# Prostitución en Senegal

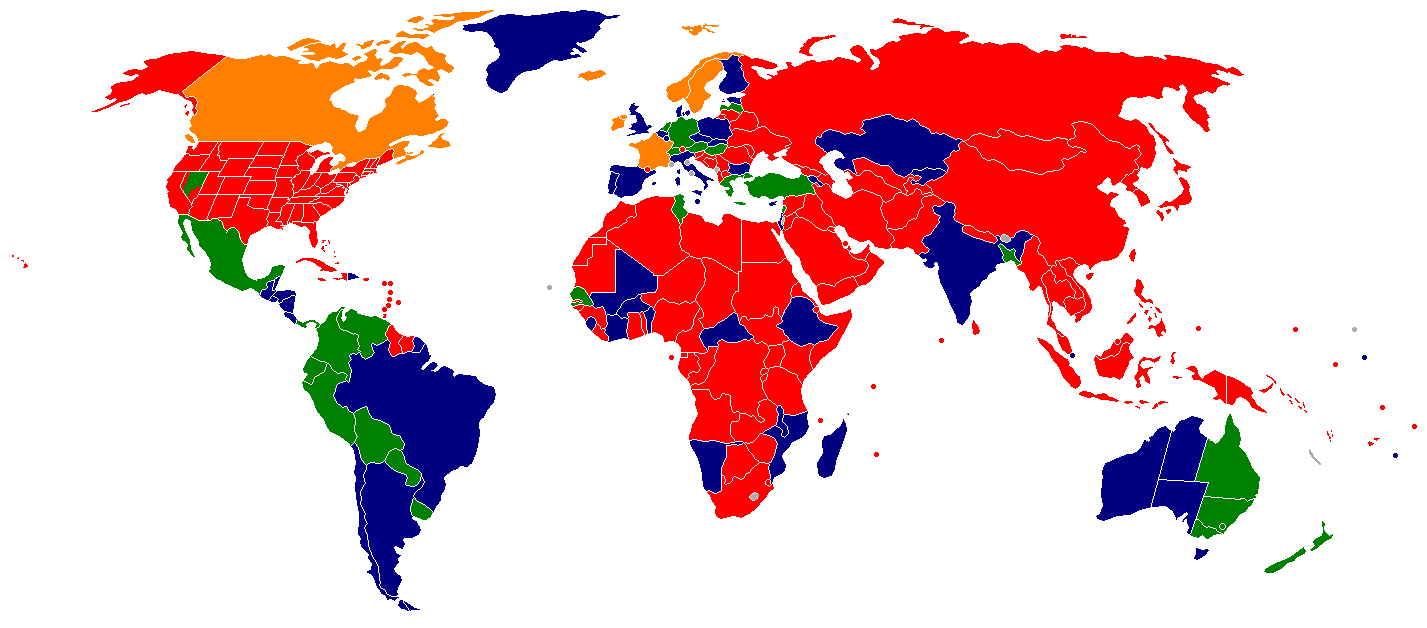
Un mapa que muestra la situación legal de la prostitución en cada país.

La prostitución en Senegal está legalizada y regulada. Senegal tiene el mérito de ser el único país de África que no solo ha legalizado la prostitución, sino que además cuenta con leyes que la regulan. La prostitución está legalizada desde 1966. El Programa Conjunto de las Naciones Unidas sobre el VIH/sida (ONUSIDA), estiman que 20 000 personas prestan este servicio. Por lo general son del sexo femenino con una edad media de 28 años.
Hay informes de que la policía y las fuerzas de seguridad obtienen dinero a cambio de pasar por alto las infracciones a las regulaciones sobre la prostitución. Las trabajadoras sexuales han comunicado haber sido víctimas de la policía mediante sobornos o relaciones sexuales gratis, sin importar si están registradas o no.
Senegal se ha ganado una reputación como destino de turismo sexual desde la década de 1970, pero desde principios de la década de 2000 también pasó a ser reputado por su turismo sexual femenino.

## Situación legal
Desde 1969, es legal vender servicios sexuales siempre y cuando la mujer esté registrada, sea mayor de 21 años, se someta a un control médico diario y pueda presentar su carnet sanitaire (tarjeta de reporte médico) actualizado a la policía cuando esta se la pidan. Se estima que el porcentaje de prostitutas registradas varían entre el 8% y el 25%.
La solicitación está prohibida por el artículo 318 del Código Penal, mientras que la participación de terceros, como el reclutamiento y mantenimiento de un burdel, están prohibidos por los artículos 323 y 325.
Las prostitutas extranjeras ilegales son arrestadas, al igual que los proxenetas y las prostitutas menores de edad. La prostitución infantil es realizada generalmente por proxenetas adultos. La pena máxima por prostituir a un menor de edad es de 5 años de cárcel y una multa de 4 millones de francos CFA (cerca de $7 600 dólares estadounidenses), pero generalmente estos delitos no son objeto de un castigado efectivo.

## Preocupaciones de salud
La regulación de la prostitución comenzó en 1969, como un intento de controlar la propagación de las enfermedades de transmisión sexual a través de chequeos y tratamiento médico regular. La policía mantiene un seguimiento de las trabajadoras sexuales para que realicen sus chequeos médicos de forma regular. Aunque la ley exige dos exámenes por mes, las clínicas no dan abasto y la frecuencia ha tenido que reducirse a una vez al mes. A cualquier trabajador sexual que padezca alguna infección se le suspenderá el carnet sanitario hasta que reciba tratamiento médico.
En 1993, se creó la organización de trabajadores sexuales senegalés Asociación para las Mujeres en riesgo del SIDA (AWA) a fin de prevenir el sida en la escuela politécnica de Dakar. La AWA proporciona apoyo y asesoría a los trabajadores sexuales, incluyendo el acceso a las clínicas, y distribuye preservativos.
En 2016, la ONUSIDA reportó que el VIH prevalece en el 6.6% de las trabajadoras sexuales, y el 9.7% de ellas padece sífilis.

## Tráfico sexual
Senegal es un país de origen, tránsito y destino para mujeres y niños sometidos al tráfico sexual. Tanto niños como niñas son explotados sexualmente en el país. Prevalece más el tráfico sexual dentro del país que en el extranjero. Los informes indican que la mayoría de las víctimas del tráfico sexual son explotadas dentro de Senegal, particularmente en el sur, en la región aurífera de Kedougou. Las mujeres y niñas de África Occidental son sometidas al tráfico sexual en Senegal, incluyendo el turismo sexual infantil para turistas sexuales provenientes de Francia, Bélgica, y Alemania, entre otros países.
Hay reportes de que la entrada de prostitutas extranjeras al país está organizada de forma profesional. En 2016, los jueces condenaron a 4 traficantes sexuales bajo los cargos de proxenetismo, absolvieron a un traficante sexual, y condenaron a un quinto traficante por un tipo desconocido de explotación. La sentencia quedó en una condena de entre 2 a 3 años de cárcel, y una serie de multas.
La Oficina del Monitoreo y Combate del Tráfico de Personas del Departamento de Estado de los Estados Unidos, posiciona a Senegal como un país de ''Lista de Vigilancia Nivel 2''.